# Limnephilus secludens
Limnephilus secludens là một loài Trichoptera trong họ Limnephilidae. Chúng phân bố ở miền Tân bắc.